# San Rafael del Moral
San Rafael del Moral är en ort i Mexiko.   Den ligger i kommunen Salvatierra och delstaten Guanajuato, i den centrala delen av landet, 200 km väster om huvudstaden Mexico City. San Rafael del Moral ligger 2 055 meter över havet och antalet invånare är 116.
Terrängen runt San Rafael del Moral är huvudsakligen kuperad, men åt nordväst är den platt. Runt San Rafael del Moral är det ganska tätbefolkat, med 134 invånare per kvadratkilometer. Närmaste större samhälle är Queréndaro, 16,8 km söder om San Rafael del Moral. I omgivningarna runt San Rafael del Moral växer huvudsakligen savannskog.